# Transparency International Magyarország
A Transparency International Magyarország (TI-H) független, szakmai szervezet, mely elősegíti a korrupció megfékezését, ösztönzi az átláthatóságot és számonkérhetőséget a közhatalmi döntéshozatalban és a közpénzeket érintő folyamatokban, valamint javítja a közérdekű információk elérhetőségét. A Transparency International teljes jogú tagozata.

## Története
A Transparency International Magyarország Alapítványt 2006 októberében jegyezték be, és 2007 májusában kapta meg a TI „alakuló szekció” (chapter in formation) státuszát. Két év eredményes működés és az akkreditációs folyamat lezárása után, 2009-ben vált a szervezet a Transparency International teljes jogú tagozatává. 2007 végén készült el a Nemzeti Integritás Tanulmány, amely megmutatta, hogy mely területeken a legsürgetőbb a korrupció elleni fellépés.

## Szervezeti felépítése
A TI Magyarország ügyvezető igazgatója Martin József Péter, jogi igazgatója Ligeti Miklós. Az alapítvány munkáját kuratórium vezeti, mely egyszerre lát el stratégiai tervezési és operatív funkciókat. Az alapítvány tevékenységét felügyelőbizottság ellenőrzi, és széles körű szakmai tapasztalattal bíró tanácsadó testület segíti.

## Céljai

### Víziója
A kormányzat, a politikai és az üzleti élet szereplői, és a közvélemény elítéli a korrupciót, és elzárkózik a megvesztegetési kísérletektől. A korrupciómentes közélet nyomán a közpénzek átlátható módon kerülnek felhasználásra, az állami pályázati rendszerek áttekinthetők. A közérdekű információk könnyen elérhetők vagy beszerezhetők. A közhatalmi döntéshozatal és az ahhoz kapcsolódó érdekérvényesítés (érdekképviselet, lobbizás) jól szabályozott környezetben és átlátható módon működik.

### Értékei
Átláthatóság, számonkérhetőség, szakmaiság, integritás, szolidaritás, bátorság, igazságosság, demokrácia, jogállamiság, függetlenség, együttműködés.

### Irányelvei
- A Transparency International Magyarország egy független civil szervezet, melynek munkamódszere a pozitív hozzáállású együttműködés a köz-, az üzleti és a civil szféra legszélesebb körével.
- Kapcsolataiban nyitottságra, becsületességre és felelősségre törekszik.
- Demokratikusak és politikailag független, pártatlan szervezet.
- Határozottan elítéli a korrupciót, ahol minden kétséget kizáróan bizonyított, de egyedi esetek kivizsgálásával nem foglalkozik.
- Állásfoglalásaink objektív és professzionális elemzéseken, illetve kutatásokon alapszanak.
- Csak olyan támogatást fogad el, amely nem veszélyezteti tevékenysége függetlenségét, alaposságát és objektivitását.
- Meghatározott időközönként jelentésben számol be tevékenységéről az érdekelt személyeknek.
- Tiszteletben tartja az alapvető emberi jogokat és szabadságot.
- Elhivatott abban, hogy együttműködjön nemzetközi tagszervezetekkel világszerte.
- A kormányzatban kiegyensúlyozott képviseletért küzd.

## Eredményei

### Nemzeti Integritás Tanulmány (National Integritiy Survey, NIS)

#### 2011
A magán- és közszolgálatban napvilágra kerülő nagy horderejű korrupciós ügyek sorozata rávilágít arra, hogy Európában sürgős lépéseket kell tenni a korrupció felszámolása érdekében. A korrupció aláássa a jó kormányzást, a jogállamiság és az alapvető emberi jogok érvényesülését. Félrevezeti az állampolgárokat, sérti a magánszektor érdekeit, és torzítja a pénzügyi piacokat.
A 2007-es általános jelentés, valamint a 2008-ban megjelent, az üzleti szektort elemző NIS-tanulmány után a Transparency International Magyarország immáron másodszor jelenteti meg magyar Nemzeti Integritás Tanulmányát. A 2011-es NIS országtanulmány 13 olyan „pillért”, illetve intézményt elemez, amelyek az ország integritási rendszerének legfontosabb alkotóelemeinek tekinthetők. A szerkesztési folyamatot meglehetősen megnehezítette a folyamatosan változó jogszabályok, amelyek alapvetően változtatták meg vagy éppen bizonytalanították el egyes pillérek helyzetét. A kutatást végül 2011 októberében zártuk le, megállapításaink az ekkor hatályos jogszabályi helyzetet tükrözik.

### Korrupcióérzékelési index (Corruption Perception Index, CPI)
A Transparency International megbízható kvantitatív eszközöket igyekszik kidolgozni, amivel mérhető az átláthatóság és a korrupció mind helyi, mind nemzetközi szinten. A korrupcióérzékelési index, melyet 1995-ben készítettek el először, a leginkább ismert a TI eszközei közül. Ennek széles körű elismertsége járult hozzá, hogy a szervezet és a korrupció témája felkerült a nemzetközi politika témái közé.  A Transparency International korrupcióérzékelési indexe a korrupció közhivatalnokok és politikusok körében érzékelt mértéke alapján rangsorolja az országokat. Összetett mutató, a „felmérések felmérése”, mely különböző független és elismert intézetek által készített szakértői és üzleti felmérések korrupcióval kapcsolatos adataira épít.
A Transparency International megkísérelt kifejleszteni más korrupciómérő eszközöket is, amelyekket kiegészítheti a Korrupció Érzékelési Indexet:

### Globális korrupciós jelentés (Global Corruption Report, GCR)
A globális korrupciós jelentés egy olyan tanulmány, mely a korrupt hozzáállás megváltoztatása érdekében a politikai döntéshozókat és a nyilvánosságot segíti azáltal, hogy iránymutatásokat és ajánlásokat kínál számukra.
A jelentés különböző információforrásokra támaszkodik, például szakértők és aktivisták munkájára, valamint naprakész kutatási eredményekre. Így a jelentésből megismerhetők a korrupció témakörében végzett kutatások legújabb fejleményei.
A jelentés, melynek középpontjában minden évben egy adott ágazat áll, azt vizsgálja, hogy az adott szektorban világszerte mennyire elterjedt a korrupció. A jelentés hangsúlyozza a korrupció súlyosságát és a változás szükségességét. Azt is kiemeli, hogy az ágazatban tapasztalt korrupció milyen hatással van az állampolgárokra és az érintett országok gazdaságára. A jelentés segít felderíteni, hogy mi vagy mik hiányozhatnak az adott ország korrupcióellenes politikájából, és arra ösztönzi ezeket az országokat, hogy vezessenek be hatásosabb intézkedéseket.

### Vesztegetési index (Bribe Payers Index, BPI)
A vesztegetési index a megvesztegetésre vonatkozó felmérés, mely 22 országot rangsorol vállalataik külföldi üzleti tevékenységük során mutatott megvesztegetési hajlandóságuk szerint.

### Globális korrupciós barométer (Global Corruption Barometer, GCB)
A globális korrupciós barométer egy közvélemény kutatáson alapuló felmérés, mely a világ több mint 60 országában méri, hogy az utca embere mennyire érzékeli és tapasztalja a korrupciót.
A globális mutatókhoz és a felmérésekhez hasonlóan, a TI nemzeti tagozatai részt vesznek közös innovatív kezdeményezésekben a korrupció, az átláthatóság és a kormányzás mérésére – gyakran egyesítve objektív és szubjektív adatokat az elemzésekben.

### Jogsegélyszolgálat
A jogsegélyszolgálathoz bárki fordulhat, aki korrupcióval kapcsolatos jelenséget tapasztal és szeretné azt bármely olyan szervhez bejelenteni, amely érdemben tehet ellene. A konkrét tanácsadáson túl célja, hogy a beérkező ügyekből akár a jogalkalmazás, akár a jogalkotás terén a TI Magyarország céljaival összhangban álló változást generáljon és egy-egy ügy jó precedenst teremtsen az adott területen. A jogsegélyszolgálat e-mailen keresztül és személyes konzultációval segít a TI Magyarországhoz forduló ügyfeleknek. A TI Magyarország vállalja, hogy minden megkeresést megválaszol, valamint, hogy azon bejelentkező ügyfelek számára, akiknek erre szükségük van, a jogsegély-szolgálat félfogadási idejében személyes konzultációt biztosít.

### Átláccó Fesztivál
A Korrupcióellenes Világnapot minden év december 9-én rendezik az ENSZ Korrupció Elleni Egyezményének 2005. decemberi hatályba lépése óta.
A Transparency International Magyarország a Korrupcióellenes Világnap alkalmából először 2009-ben rendezte meg „Átláccó Fesztivál” nevű programsorozatát. A szemléletformáló esemény célja az volt, hogy ráébressze a változás iránt fogékony fiatalabb csoportokat arra, hogy tehetnek az átláthatóbb közéletért, a korrupció ellen.
A 2011-es "Átláccó Fesztivál" témája a fiatalok viszonya a korrupcióhoz, illetve az antikorrupciós oktatás szerepe és lehetőségei a magyar középiskolai és felsőoktatásban.